# Iwan Kolew (Ringer)
Iwan Kolew Iwanow, bulgarisch Иван Колев Иванов, (* 17. April 1951 in Tschirpan) ist ein ehemaliger bulgarischer Ringer. Er war Welt- und Europameister im griechisch-römischen Stil in den Jahren 1973 und 1974.

## Werdegang
Iwan Kolew begann als Jugendlicher in Sofia mit dem Ringen. Er entwickelte sich dabei zu einem hervorragenden Ringer im griechisch-römischen Stil. Der 1,78 Meter große Athlet begann im Weltergewicht und wuchs später in das Mittelgewicht hinein. Seinen ersten großen Erfolg feierte er bei der Junioren-Weltmeisterschaft 1969, wo er den 2. Platz belegte.
In der bulgarischen Nationalmannschaft der Ringer, in die er bald darauf berufen wurde, wurde er von Philipp Kriwiralchew trainiert. Sein Debüt bei einer internationalen meisterschaft bei den Senioren gab er bei den Olympischen Spielen 1972 in München. Im Weltergewicht besiegte er dabei u. a. die Weltklasseringer Petros Galaktopoulos aus Griechenland, Klaus Pohl aus der DDR und Daniel Robin aus Frankreich, ehe er kurz vor dem Einzug in das Finale von dem Tschechen Vítězslav Mácha geschlagen wurde und damit die Medaillenränge mit einem 4. Platz knapp verpasste.
Es folgten die beiden erfolgreichsten Jahre in der Laufbahn von Iwan Kolew. 1973 wurde er in Helsinki Europameister im Weltergewicht, wobei er in den entscheidenden Kämpfen Vítězslav Mácha und Klaus-Peter Göpfert aus der DDR besiegte. Er siegte auch bei der Weltmeisterschaft 1973 in Teheran. Dort waren Jan Karlsson aus Schweden, Klaus-Peter Göpfert und wiederum Vítězslav Mácha seine härtesten Gegner. Während er gegen Karlsson und Göpfert gewann, wurden im Kampf Kolew gegen Mácha beide Ringer wegen Passivität disqualifiziert. Für Kolew reichte dieses Ergebnis zum Gewinn des Weltmeistertitels.
1974 setzte er seine Siegesserie bei der Europameisterschaft in Madrid fort. Dabei gab es die Kuriosität, dass er neben vier gewonnenen Kämpfen, u. a. besiegte er wieder Klaus-Peter Göpfert und Vítězslav Mácha zwei Kämpfe verlor und trotzdem Europameister wurde. Die Niederlagen bezog er von Stanisław Krzesiński aus Polen, der aber vor dem Erreichen des Finales wegen Niederlagen gegen andere Ringer ausschied, und im Finale von Iosif Berischwili aus der Sowjetunion, der aber wiederum gegen Göpfert verlor, wodurch Iwan Kolew letztlich Europameister wurde.
Bei der Weltmeisterschaft 1974 in Kattowitz riss die Erfolgsserie dann urplötzlich. Er verlor bei dieser Weltmeisterschaft seine Kämpfe gegen Iosif Berischwili und gegen Jan Karlsson jeweils nach Punkten, womit er schon nach der 2. Runde ausgeschieden war und auf dem 11. Platz landete.
Auch bei der Europameisterschaft 1975 in Ludwigshafen am Rhein kam Iwan Kolew nicht in den Medaillenbereich. Er siegte zwar über Veikko Lavonen aus Finnland und Jaques van Lancker aus Belgien, verlor aber gegen seine alten Rivalen Vítězslav Mácha und Jan Karlsson und erreichte damit im Weltergewicht nur den 6. Platz. Bei der Weltmeisterschaft 1975 wurde er nicht eingesetzt.
Ab 1976 startete Iwan Kolew dann im Mittelgewicht (Gewichtsklasse bis 82 kg Körpergewicht). Er entging damit dem starken Abtrainieren in das Weltergewicht (Gewichtsklasse bis 74 kg Körpergewicht), das wohl seine „Misserfolge“ von der Weltmeisterschaft 1974 und der Europameisterschaft 1975 auslöste. Bei der Europameisterschaft 1976 in Leningrad gelang ihm dann gleich ein Paukenschlag, als er nach Erfolgen über Keijo Manni aus Finnland, André Bouchoule aus Frankreich und Leif Andersson aus Schweden auch den Olympiasieger von 1972 in München Csaba Hegedüs aus Ungarn besiegte. Allerdings verlor er in den Finalkämpfen dann gegen Wladimir Tscheboksarow aus der UdSSR und gegen Jan Stawowski aus Polen, er gewann damit aber eine EM-Bronzemedaille. Auch bei den Olympischen Spielen 1976 in Montreal war er in guter Form und kam mit Siegen über Ion Enache aus Rumänien, André Bouchoule und Franz Pitschmann aus Österreich in das Finale, indem er aber wiederum gegen Wladimir Tscheboksarow und auch gegen den Jugoslawen Momir Petković unterlag. Er gewann aber trotzdem eine olympische Bronzemedaille.
Nach diesen Olympischen Spielen nahm Iwan Kolew eigentlich seinen Abschied vom internationalen Ringergeschehen. Er machte eine Trainerausbildung und heiratete Swetla Slatewa, eine bulgarische 800-Meter-Läuferin, die wie er an den Olympischen Spielen 1972 und 1976 teilgenommen hatte.
1979 ging er jedoch noch einmal bei den Europameisterschaften in Bukarest im Mittelgewicht an den Start. Er kam dort mit einem Sieg über den Italiener Mauro Dallalpi und Niederlagen gegen Miklós Hegedűs und Taimuras Abchasawa aus der Sowjetunion nur auf den 7. Platz. Danach beendete er seine internationale Karriere endgültig.

## Internationale Erfolge
| Jahr | Platz  | Wettbewerb                                    | Gewichtsklasse | |
| 1969 | 2.     | Junioren-WM                                   |                | |
| 1972 | 2.     | „Nikola-Petrow“-Turnier in Sofia              | Welter         | hinter Walentin Rajtschew, Bulgarien u. vor Christo Christow, Bulgarien |
| 1972 | 2.     | „Werner-Seelenbinder“-Turnier in Zella-Mehlis | Welter         | hinter Klaus Pohl, DDR, vor Jan Karlsson, Schweden |
| 1972 | 4.     | OS in München                                 | Welter         | mit Siegen über Nestor Gonzales, Argentinien, Mehmet Tütüt, Türkei, Petros Galaktopoulos, Griechenland, Klaus Pohl, DDR u. Daniel Robin, Frankreich u. einer Niederlage gegen Vítězslav Mácha, CSSR                      |
| 1973 | 1.     | EM in Helsinki                                | Welter         | mit Siegen über Anders Persson, Schweden, Johannes van de Poverd, Niederlande, Kurt Gansserich, BRD, Niels Madsen, Dänemark, Klaus-Peter Göpfert, DDR u. Vítězslav Mácha                                                 |
| 1973 | 1.     | WM in Teheran                                 | Welter         | mit Siegen über Idsava Atsushi, Japan, Heikki Julmala, Finnland, Kung Yong-sik, Südkorea, Jan Karlsson u. Klaus-Peter Göpfert; im Kampf Kolew gegen Vítězslav Mácha wurden beide Ringer wegen Passivität disqualifiziert |
| 1974 | 1.     | EM in Madrid                                  | Welter         | mit Siegen über Robert Blaser, Schweiz, Veikko Lavonen, Finnland, Klaus-Peter Göpfert u. Vítězslav Mácha, trotz Niederlagen gegen Stanislav Krzesinski, Polen u. Iosif Berischwili, UdSSR                                |
| 1975 | 11.    | WM in Kattowitz                               | Welter         | nach Niederlagen gegen Iosif Berischwili u. Jan Karlsson |
| 1975 | 6.     | EM in Ludwigshafen am Rhein                   | Welter         | mit Siegen über Veikko Lavonen u. Jacques van Lancker, Belgien u. Niederlagen gegen Vítězslav Mácha u. Jan Karlsson |
| 1976 | 3.     | Klippan-Turnier                               | Mittel         | hinter Wladimir Tscheboksarow, UdSSR u. Vítězslav Mácha |
| 1976 | 3.     | EM in Leningrad                               | Mittel         | mit Siegen über Keijo Manni, Finnland, Leif Andersson, Schweden, André Bouchoule, Frankreich u. Csaba Hegedüs, Ungarn u. Niederlagen gegen Wladimir Tscheboksarow u. Jan Stawowski, Polen                                |
| 1976 | Bronze | OS in Montreal                                | Mittel         | mit Siegen über Ion Enache, Rumänien, André Bouchoule u. Franz Pitschmann, Österreich u. Niederlagen gegen Wladimir Tscheboksarow u. Momir Petković, Jugoslawien                                                         |
| 1979 | 7.     | EM in Bukarest                                | Mittel         | mit einem Sieg über Mauro Dallalpi, Italien u. Niederlagen gegen Miklós Hegedűs, Ungarn u. Taimuraz Abchasawa, UdSSR |